# Lijst van afleveringen van Red Dwarf
Dit is een lijst van afleveringen van de Britse sciencefiction-komedieserie Red Dwarf.
De serie telt twaalf seizoenen en 1 tv-film met in totaal 74 afleveringen.

## Seizoen 1 (1988)
| Aflevering | Titel                   | Releasedatum VS  | Productiecode |
| --- | ----------------------- | ---------------- | ------------- |
| 1 | The End                 | 15 februari 1988 | 1             |
| Aan boord van het mijnschip Red Dwarf wordt derde technicus Dave Lister opgesloten in een stasecapsule omdat hij illegaal een kat mee heeft genomen aan boord. Na zijn invriezing sterft de heel crew door een ongeluk met cadmium II. Pas drie miljoen jaar later ontwaakt Lister. Samen met een hologram van zijn voormalige meerdere Arnold Rimmer en een nakomeling van zijn kat genaamd Cat probeert hij de aarde terug te vinden. |                         |                  |               |
| 2 | Future Echoes           | 22 februari 1988 | 2             |
| In de afgelopen drie miljoen jaar is Red Dwarf steeds sneller gaan vliegen, en bereikt nu de lichtsnelheid. Dit zorgt ervoor dat de crew visioenen krijgt van hun toekomst. |                         |                  |               |
| 3 | Balance of Power        | 29 februari 1988 | 3             |
| Lister wil graag een afspraakje met een hologram van zijn voormalige vriendin Kristine Kochanski. Daar er maar één hologram tegelijk actief kan zijn zal Rimmer moeten worden gedeactiveerd. Hij wil dit koste wat het kost voorkomen. |                         |                  |               |
| 4 | Waiting for God         | 7 maart 1988     | 4             |
| De Red Dwarf komt een van zijn eigen afvalcapsules tegen, en Rimmer is ervan overtuigd dat dit een andere stasecapsule is met een mens aan boord. Ondertussen vertelt Cat Lister over het ontstaan van hun soort. |                         |                  |               |
| 5 | Confidence and Paranoia | 14 maart 1988    | 5             |
| Lister loopt een gemuteerd longontstekingsvirus op, en begint te hallucineren. Door het virus worden de hallucinaties werkelijkheid en bedreigen het schip. |                         |                  |               |
| 6 | Me²                     | 21 maart 1988    | 6             |
| Rimmer besluit zichzelf wat beter gezelschap te geven, en maakt een identieke kopie van zichzelf. De twee Rimmers krijgen echter al snel een hekel aan elkaar. |                         |                  |               |

## Seizoen 2 (1988)
In seizoen twee besloten de producers een kleiner verkenningsschip genaamd de Blue Midget te introduceren, zodat de personages ook andere locaties dan alleen de Red Dwarf konden bezoeken.
| Aflevering | Titel                 | Releasedatum VS   | Productiecode |
| --- | --------------------- | ----------------- | ------------- |
| 7 | Kryten                | 6 september 1988  | 1             |
| Na een noodsignaal op te hebben gevangen, vindt de crew een asteroïde met daarop de resten van een ruimteschip. De enige overlevende is de mechanoid genaamd Kryten. Lister wil Kryten leren los te breken van zijn oude programmering, terwijl Rimmer juist volop gebruik wil maken van het feit dat Kryten mensen moet dienen.                                                                             |                       |                   |               |
| 8 | Better Than Life      | 13 september 1988 | 2             |
| Een postcapsule met daarin drie miljoen jaar oude post wordt opgepikt door de Red Dwarf. Rimmer leest een brief waarin de dood van zijn vader bekend wordt gemaakt. Ondertussen speelt de crew een spel genaamd "Better Than Life", waarbij iemands wensen uitkomen. Rimmer is echter zo van streek door het slechte nieuws, dat zijn programmering op hol slaat en zijn wensen gevaarlijke vormen aannemen. |                       |                   |               |
| 9 | Thanks for the Memory | 20 september 1988 | 3             |
| de crew wordt wakker na een feestje ter viering van Rimmers sterfdag. Ze ontdekken dat het inmiddels vier dagen later is, maar niemand van hen kan zich iets herinneren van de afgelopen vier dagen. Met behulp van een zwarte doos die ze vinden op een maan ontdekken ze wat er is gebeurd. |                       |                   |               |
| 10 | Stasis Leak           | 27 september 1988 | 4             |
| De crew vindt een tijdbarrière waarmee ze terug kunnen keren naar een periode dat de Red Dwarf nog niet door het cadmium II-incident was getroffen. Rimmer probeert het verleden te veranderen zodat hij en niet Lister wordt ingevroren in de stasecapsule. Lister wil daarentegen zijn vriendin Kochanski in laten vriezen.                                                                                |                       |                   |               |
| 11 | Queeg                 | 4 oktober 1988    | 5             |
| Wanneer door Holly’s toedoen het schip beschadigd raakt door een meteoor, verliest de crew het vertrouwen in hem. Holly besluit de back-upcomputer, Queeg, te activeren om hem te vervangen. Deze blijkt echter een tiran te zijn tegenover de crew. |                       |                   |               |
| 12 | Parallel Universe     | 11 oktober 1988   | 6             |
| De crew probeert Holly’s nieuwste uitvinding, de "Holly Hop Drive", waarmee ze terug kunnen keren naar de aarde. In plaats daarvan belandt het schip in een parallel universum, waarin de crew vrouwelijke versies van zichzelf tegen het lijf loopt. Lister legt het in een dronken bui aan met zijn alternatieve versie, en raakt zwanger van een tweeling daar in dit universum de mannen zwanger worden. |                       |                   |               |

## Seizoen 3 (1989)
Vanaf seizoen drie kregen Grant en Naylor de productie van de serie in handen, en brachten een paar radicale veranderingen aan in de show. Het introfilmpje werd veranderd, een nieuw Red Dwarf logo verscheen aan het eind van de aftiteling, de Starbug werd geïntroduceerd als nieuw ruimteschip, en de decors werden aangepast.
Het personage Kryten keerde in dit seizoen terug in de serie als vast personage. Dit werd vooral gedaan om de schrijvers van de serie meer materiaal te geven voor afleveringen, daar het lastiger werd om met nieuwe ideeën te komen. De rol van Holly werd overgenomen door Hattie Hayridge.
| Aflevering | Titel        | Releasedatum VS  | Productiecode |
| --- | ------------ | ---------------- | ------------- |
| 13 | Backwards    | 14 november 1989 | 1             |
| Nu Kryten een vast lid is geworden van de crew, geeft Rimmer hem vlieglessen aan boord van het transportschip Starbug. Ze belanden in een tijdgat en komen terecht in het jaar 1993. |              |                  |               |
| 14 | Marooned     | 21 november 1989 | 2             |
| De crew verlaat het schip wanneer Holly hen waarschuwt dat er vijf zwarte gaten op de route van de Red Dwarf liggen. De starbug wordt getroffen door een meteoriet waarna Rimmer en Lister vast komen te zitten op een ijsplaneet. |              |                  |               |
| 15 | Polymorph    | 28 november 1989 | 3             |
| De crew ontmoet een polymorf, een genetisch gemodificeerd wezen dat zich voedt met negatieve emoties. Zijn aanwezigheid verandert de crew drastisch. Ze besluiten het wezen te confronteren. |              |                  |               |
| 16 | Bodyswap     | 5 december 1989  | 4             |
| Rimmer suggereert dat Lister snel gezonder kan worden door van lichaam te wisselen met hem. Rimmer kan dan in Listers lichaam een zwaar trainingsprogramma volgen. Rimmer is echter zo blij dat hij weer een fysiek lichaam heeft dat hij de ruil niet ongedaan wil maken.                                                                   |              |                  |               |
| 17 | Timeslides   | 12 december 1989 | 5             |
| Kryten probeert wat foto’s te ontwikkelen, maar de ontwikkelingsvloeistof die hij gebruikt muteert de foto’s zodat ze tot leven komen. De crew ontdekt dat ze tevens dankzij de vloeistof de foto’s kunnen betreden en zo door de tijd reizen. Lister wil zo de geschiedenis veranderen zodat hij niet vast komt te zitten in de ruimte.     |              |                  |               |
| 18 | The Last Day | 19 december 1989 | 6             |
| Lister ontvangt een vooraf opgenomen bericht van Jim Reaper, het hoofd van Diva-Droid international, het bedrijf dat Kryten heeft gebouwd. Hij ontdekt dat Kryten eigenlijk ontmanteld had moeten worden om te worden vervangen door de superandroïde Hudzen-10. Hudzen-10 is nog altijd op jacht naar Kryten, en arriveert op de Red Dwarf. |              |                  |               |

## Seizoen 4 (1991)
Omdat de oude studio in Manchester werd verbouwd, vonden de opnames voor seizoen vier plaats in Shepperton Studios. Seizoen vier werd niet uitgezonden zoals oorspronkelijk gepland. BBC besloot met de aflevering "Camille" te beginnen ter viering van Valentijnsdag. Door de golfoorlog werden de afleveringen "Meltdown" en "Dimension Jump" uitgesteld.
| Aflevering | Titel          | Releasedatum VS  | Productiecode |
| --- | -------------- | ---------------- | ------------- |
| 19 | Camille        | 14 februari 1991 | 1             |
| Lister helpt Kryten verder los te breken van zijn programmering zodat hij ook kan liegen en mensen kan beledigen. Kryten ontmoet later een vrouwelijke mechanoid genaamd Camille, die perfect voor hem lijkt. Lister en Rimmer menen in Camille echter ook de perfecte vrouw te zien. Een hoop gebroken harten zijn het gevolg.                                                                             |                |                  |               |
| 20 | DNA            | 21 februari 1991 | 2             |
| De crew vindt een mysterieus ruimteschip met aan boord geavanceerde technologie, waaronder een DNA modifier. Ze gebruiken de machine, met onverwacht gevolgen: Lister verandert in een kip en een cavia, Kryten wordt een mens en Listers vindaloo verandert in een currymonster. |                |                  |               |
| 21 | Justice        | 28 februari 1991 | 3             |
| De crew pikt een ontsnappingscapsule op, met aan boord een biomechanische moordenaar die op weg was naar de "Justice World" om zijn straf te ondergaan. De crew gaat hier ook naartoe. Er ontstaan problemen wanneer Rimmer schuldig wordt bevonden aan het veroorzaken van het cadmium II-incident. |                |                  |               |
| 22 | White Hole     | 7 maart 1991     | 4             |
| Holly’s intelligentie wordt tijdelijk hersteld naar haar oude IQ van 12,368, maar als gevolg hiervan kan ze nog maar een paar minuten geactiveerd blijven. Holly schakelt zichzelf uit, waardoor de Red Dwarf opeens zonder zijn technologie zit. |                |                  |               |
| 23 | Dimension Jump | 14 maart 1991    | 5             |
| De crew ontmoet een andere versie van Rimmer uit een parallel universum, genaamd Ace. Ace is een waaghals en alom geliefde held. Hij is erg teleurgesteld in het feit dat de Rimmer uit het primaire universum een lafaard is. |                |                  |               |
| 24 | Meltdown       | 21 maart 1991    | 6             |
| Kryten gebruikte en prototype "matter paddle" om de crew naar een nabijgelegen planeet te teleporteren. De planeet, die sterk lijkt op de aarde, blijkt al vaker door mensen te zijn bezocht. Deze mensen hebben op de planeet wassen robots achtergelaten van beroemde personen uit de aardse geschiedenis zoals Albert Einstein, Marilyn Monroe, Gandhi, Winnie the Pooh, Moeder Teresa en Elvis Presley. |                |                  |               |

## Seizoen 5 (1992)
| Aflevering | Titel             | Releasedatum VS  | Productiecode |
| --- | ----------------- | ---------------- | ------------- |
| 25 | Holoship          | 20 februari 1992 | 1             |
| Rimmer wordt ontvoerd door een groep hologrammen naar een ruimteschip dat zelf ook een hologram is. Hij besluit zich bij hen aan te sluiten in de hoop zo eindelijk een leven te krijgen. Hij moet hiervoor echter een test ondergaan. Zijn tegenstander is een vrouwelijk hologram, waar Rimmer al snel gevoelens voor ontwikkelt. |                   |                  |               |
| 26 | The Inquisitor    | 27 februari 1992 | 2             |
| The Inquisitor, een door de tijd reizende androïde die dienstdoet als rechter, jury en beul, bezoekt de Red Dwarf. De crew wordt beschuldigd van het leven van nutteloze levens, en hun bestaan dreigt te worden uitgewist. |                   |                  |               |
| 27 | Terrorform        | 5 maart 1992     | 3             |
| Kryten en Rimmer storten neer op een "psi-maan", een kunstmatige planetoïde die zichzelf kan aanpassen aan elke levenvorm die zich erop bevindt. Rimmer wordt gevangengenomen door manifestaties van zijn eigen innerlijke angsten. Lister, Cat en Holly plannen een reddingsmissie. |                   |                  |               |
| 28 | Quarantine        | 12 maart 1992    | 4             |
| Nadat Lister, Cat en Kryten een verlaten biologisch onderzoekscentrum op een ijsplaneet hebben onderzocht, keren ze terug naar de Red Dwarf. Daar blijkt Rimmer het bevel over te hebben genomen. Hij wil dat ze allemaal drie maanden in quarantaine gaan. Rimmer blijkt zelf te zijn besmet met een holovirus dat hem corrupt maakt. |                   |                  |               |
| 29 | Demons and Angels | 19 maart 1992    | 5             |
| Een experiment met een machine genaamd de Triplicator, die duplicaten kan maken van een voorwerp, loopt verkeerd af. Red Dwarf ontploft en er ontstaan twee nieuwe versies: een die de goede kanten van de Red Dwarf symboliseert en een die de slechte kanten symboliseert. Aan boord ontmoet de crew respectievelijk hemelse en demonische versies van zichzelf. |                   |                  |               |
| 30 | Back to Reality   | 26 maart 1992    | 6             |
| De crew gaat met de Starbug naar een waterplaneet om de restanten van de SSS Esperanto te onderzoeken. Ze ontdekken dat de inzittenden van dit schip zelfmoord hebben gepleegd om aan een aanval van een zeemonster genaamd de "Despair Squid" te ontkomen. Door de inkt van dit monster belandt de crew in een illusie, en denkt dat al hun belevenissen van de afgelopen vier jaar alleen bestonden in een virtual reality-spel dat ze al die tijd hebben gespeeld. |                   |                  |               |

## Seizoen 6 (1993)
Het script van seizoen zes werd snel afgehandeld daar BBC de afleveringen van dit seizoen zo snel mogelijk wilde produceren.
In dit seizoen vonden weer een aantal veranderingen plaats. De grootste was dat het schip Red Dwarf zelf uit de serie werd geschreven. In plaats daarvan speelde het seizoen zich af aan boord van de Starbug. Ook Holly verdween uit de serie. Ook werd voor het eerst in de serie en verhaallijn geïntroduceerd die meerdere afleveringen besloeg.
| Aflevering | Titel                    | Releasedatum VS  | Productiecode |
| --- | ------------------------ | ---------------- | ------------- |
| 31 | Psirens                  | 7 oktober 1993   | 1             |
| De crew ontwaakt uit een diepe slaap, en ontdekt dat ze sinds hun avontuur aan boord van de SSS Esperanto 200 jaar in schijndode toestand hebben doorgebracht in de Starbug. De Red Dwarf is weg. Ze volgen een spoor dat mogelijk naar de Red Dwarf leidt, en belanden in een asteroïdeveld vol met verlaten en neergestorte schepen. Dit blijkt het werk te zijn van Psirens, wezens die schepen naar de asteroïden lokken om zich te voeden met het brein van de crew.                     |                          |                  |               |
| 32 | Legion                   | 14 oktober 1993  | 2             |
| De crew is nog altijd op zoek naar de Red Dwarf. De Starbug wordt onderschept door een ruimtestation dat wordt bewoond door de Legion, een uiterst intelligente levensvorm. Legion geeft Rimer een nieuw lichaam van hard licht, zodat hij weer een vaste vorm kan aannemen. Legion wi de crew echter niet meer laten gaan. |                          |                  |               |
| 33 | Gunmen of the Apocalypse | 21 oktober 1993  | 3             |
| De Starbug wint ternauwernood een gevecht met de Simulants. De Simulants infecteren Starbug echter met een virus waardoor het schip op ramkoers raakt met een vulkanische planeet. Kryten probeert het virus te bestrijden, en de strijd neem binnen zijn brein de vorm aan van een oude wildwestfilm. |                          |                  |               |
| 34 | Emohawk: Polymorph II    | 28 oktober 1993  | 4             |
| Starbug wordt aangevallen door een geavanceerde capsule van Space Corp. De crew kan ontsnappen door de GELF-ruimte in te vluchten. Hier stort de Starbug neer op een maan. Lister moet trouwen met de dochter van een GELF-hoofdman zodat de GELF de crew van zuurstof zullen voorzien. Wanneer de crew een ontsnappingspoging doet, stuurt de hoofdman zijn versie van de polymorph achter hen aan.                                                                                          |                          |                  |               |
| 35 | Rimmerworld              | 4 november 1993  | 5             |
| De crew keert terug naar de restanten van een slagschip van de Simulants in de hoop er voedsel te vinden. Ze worden geconfronteerd door een overlevende Simulant, die zichzelf en de crew op dreigt te blazen. Rimmer ontsnapt met een capsule, maar omdat deze capsule geen besturing heeft belandt hij in een tijdgat en stort neer op een planeet. De crew volgt Rimmer door het tijdgat, maar komt 600 jaar later op de planeet terecht, die dan bevolkt blijkt te zijn met Rimmerklonen. |                          |                  |               |
| 36 | Out of Time              | 11 november 1993 | 6             |
| Starbug betreedt een kunstmatige mist, waarin apparaten verborgen zitten die een valse realiteit creëren. De crew ontdekt al snel dat dit een verdedigingsmechanisme is om een tijdmachine te verbergen. De crew gebruikt de machine, en ontmoet zo corrupte toekomstige versies van zichzelf. Dit leidt uiteindelijk tot een confrontatie tussen de Starbug van de hedendaagse crew en de starbug van hun toekomstige versies.                                                               |                          |                  |               |

## Seizoen 7 (1997)
| Aflevering | Titel              | Releasedatum VS  | Productiecode |
| --- | ------------------ | ---------------- | ------------- |
| 37 | Tikka to Ride      | 17 januari 1997  | 1             |
| De crew komt na hun gevecht met hun toekomstige versies weer tot leven als gevolg van de tijdparadox die bij dit gevecht ontstond. De tijdparadox zorgt er ook voor dat de Starbug opeens veel groter en geavanceerder is. De curryvoorraad blijkt echter op te zijn, dus besluit Lister de tijdmachine nogmaals te gebruiken. Zo belandt de crew per ongeluk bij de aanslag op President Kennedy in 1963. |                    |                  |               |
| 38 | Stoke Me a Clipper | 24 januari 1997  | 2             |
| Rimmers alternatieve versie Ace keert weer terug. Hij blijkt dodelijk verwond te zijn, en wil dat Rimmer zijn plek inneemt. Rimmer accepteert uiteindelijk en verlaat de crew om de nieuwe Ace te worden. |                    |                  |               |
| 39 | Ouroboros          | 31 januari 1997  | 3             |
| Lister, Kryten en Cat belanden in een parallel universum waarin niet Lister maar zijn vriendin Kristine Kochanski in de stasecapsule was ingevroren, en nu de laatste mens is. Ze gaat met hen mee naar hun universum. Ondertussen ontdekt Lister de waarheid over zijn verleden en zijn biologische ouders.                                                                                               |                    |                  |               |
| 40 | Duct Soup          | 7 februari 1997  | 4             |
| Kryten wordt jaloers omdat hij denkt dat Lister meer van Kochanski houdt dan van hem. Als door een stroomstoring het trio vast komt te zitten in een kamer, moeten ze door de smalle ventilatieschachten zien te ontsnappen. Tijdens de tocht ontdekt de crew veel over elkaar, inclusief dat Lister last heeft van claustrofobie.                                                                         |                    |                  |               |
| 41 | Blue               | 14 februari 1997 | 5             |
| Starbug reist door een nogal saai stuk van de ruimte. Om de tijd te doden kijkt de crew terug op hun leven. Lister ontdekt dat hij Rimmer mist. Om hem te helpen neemt Kryten hem mee op een tocht genaamd "The Rimmer Experience", welke bestaat uit enorm opgeblazen en aangedikte gebeurtenissen uit Rimmers dagboek.                                                                                   |                    |                  |               |
| 42 | Beyond a Joke      | 21 februari 1997 | 6             |
| Nadat Krytens hoofd ontploft door te veel negatieve gedachten, moet de crew een nieuw hoofd voor hem zien te vinden. Ze ontmoeten een simulant op een verlaten schip. Deze ontvoert Kryten en laat hem repareren door een van zijn eigen droids, Able. Able en Kryten ontdekken dat ze broers zijn. |                    |                  |               |
| 43 | Epideme            | 28 februari 1997 | 7             |
| De crew ontdekt een schip genaamd de Leviathan, met aan boord ingevroren producten en een overlevende: Caroline Carmen. Zij blijkt een oude vriendin van Lister te zijn. Midden in de nacht ontwaakt ze als een zombie, en infecteert Lister met het gevreesde Epideme virus. |                    |                  |               |
| 44 | Nanarchy           | 7 maart 1997     | 8             |
| Lister probeert het beste te maken van het feit dat hij sinds zijn vorige avontuur een arm moet missen. Ondertussen zoekt Kryten naar zijn nanobots in de hoop dat zijn Listers arm kunnen herstellen. De crew ontdekt dat de nanobots verantwoordelijk zijn voor het verdwijnen van de Red Dwarf. Kryten probeert de nanobots ook zover te krijgen dat ze de Red Dwarf herstellen.                        |                    |                  |               |

## Seizoen 8 (1999)
Voor het achtste seizoen keerde de show terug naar zijn oorsprong. De Red Dwarf keerde weer terug, inclusief de originele crew uit de eerste aflevering. Ook de personages Holly en Rimmer keerden weer terug in de serie.
| Aflevering | Titel                     | Releasedatum VS  | Productiecode |
| --- | ------------------------- | ---------------- | ------------- |
| 45 | Back in the Red: Part I   | 18 februari 1999 | 1             |
| De nanobots hebben de Red Dwarf geheel herbouwd en zelfs verbeterd. Nadat de crew met de Starbug landt aan boord van de nieuwe Red Dwarf, blijkt dat de nanobots ook de crew weer tot leven hebben gebracht. De crew heeft geen herinneringen aan het cadmium II-incident. Lister probeert Rimmer, die nu ook weer leeft, te vinden zodat hij hen kan helpen hun verhaal te bevestigen. Hiervoor moet hij wel Rimmer helpen promotie te maken met behulp van een disc vol geheime data.                   |                           |                  |               |
| 46 | Back in the Red: Part II  | 25 februari 1999 | 2             |
| Lister, Cat, en Kochanski belanden in zware problemen daar ze worden beschuldigd van het stelen en vernielen van de Starbug. Kryten wordt geherprogrammeerd naar zijn oorspronkelijke instellingen, terwijl Rimmer promotie krijgt. |                           |                  |               |
| 47 | Back in the Red: Part III | 4 maart 1999     | 3             |
| Dankzij een seksueel magnetisme virus dat hij heeft opgelopen bij het doorzoeken van het wrak van de Starbug, wordt Rimmer opeens onweerstaanbaar voor alle vrouwen. Hij komt met een hoop nieuwe ideeën, die allemaal gedoemd zijn te mislukken. Hij moet zich ook voor de rechtbank verantwoorden. |                           |                  |               |
| 48 | Cassandra                 | 11 maart 1999    | 4             |
| Rimmer, Lister, Cat, Kryten en Kochanski worden veroordeeld tot twee jaar gevangenisstraf, en opgesloten in “the Tank” op de 13e verdieping. Lister geeft hen allemaal op voor de 'Canaries', denkende dat dit het zangkoor van de gevangenis is. Eigenlijk is dit een team dat wordt uitgezet om onverkende planeten te onderzoeken. De crew belandt op een zeeplaneet waar ze een computer ontmoeten die de toekomst kan voorspellen.                                                                   |                           |                  |               |
| 49 | Krytie TV                 | 18 maart 1999    | 5             |
| Kryten belandt op de vrouwenvleugel van de gevangenis daar hij volgens de cipiers geen man is omdat mechanoids geen geslachtsdelen hebben. Kill Crazy, een van de gevangenen, herprogrammeert Kryten zodat hij opnames maakt van de vrouwen en deze uitzendt op een illegale zender genaamd Krytie TV. |                           |                  |               |
| 50 | Pete: Part I              | 25 maart 1999    | 6             |
| Rimmer en Lister worden door kapitein Hollister verbannen naar “the Hole”, een cel voor gestoorde criminelen, nadat ze hem tot wanhoop drijven. Hier ontmoeten ze Welschman en diens huisdierspreeuw Pete. Ondertussen keren de anderen terug van een Canaries-missie met een "time wand", een apparaat dat de tijd kan manipuleren. |                           |                  |               |
| 51 | Pete: Part II             | 1 april 1999     | 7             |
| Lister en Rimmer drijven kapitein Hollister nog verder tot wanhoop. Kryten ontdekt dat de time wand een wezen kan terugveranderen in het dier waar het uit geëvolueerd is. Hij verandert zo per ongeluk de spreeuw Pete in een Tyrannosaurus rex, welke Welschman verslindt en vervolgens flink huishoudt in de Red Dwarf. Het beest verslindt ook de time wand waardoor de hele crew bevriest in de tijd, behalve Kryten, Rimmer, Lister, Kochanski en Cat. Samen proberen ze een oplossing te bedenken. |                           |                  |               |
| 52 | Only the Good...          | 5 april 1999     | 8             |
| Een ontsnappingscapsule met aan boord een genetisch gemanipuleerd virus dat metaal verslindt arriveert aan boord van de Red Dwarf. Al snel begint het virus het schip te verwoesten. De crew verlaat het schip, maar Rimmer, Lister, Cat, Kryten, Kochanski en Holly blijven achter. Hun enige hoop het virus te stoppen is afreizen naar een spiegeluniversum en daar het tegengif halen. In het spiegeluniversum blijkt Rimmer de kapitein van de Red Dwarf te zijn.                                    |                           |                  |               |

## Seizoen 9 (2009)
Een driedelige miniserie die in 2009 werd uitgebracht op de commerciële televisiezender Dave om het twintigjarig bestaan van de reeks te vieren. De hoofdcast wordt uitgemaakt door Lister, Rimmer, Cat en Kryten, met Kochanski als gastpersonage in de laatste aflevering van de reeks.
| Aflevering | Titel                     | Releasedatum  | Productiecode |
| ---------- | ------------------------- | ------------- | ------------- |
| 53         | Back to Earth: Part One   | 10 april 2009 | 1             |
| 54         | Back to Earth: Part Two   | 11 april 2009 | 2             |
| 55         | Back to Earth: Part Three | 12 april 2009 | 3             |

## Seizoen 10 (2012)
Net als Back to Earth werd dit seizoen uitgezonden op Dave met dezelfde cast als voorgenoemde special.
| Aflevering | Titel            | Releasedatum    | Productiecode |
| ---------- | ---------------- | --------------- | ------------- |
| 56         | Trojan           | 4 oktober 2012  | 1             |
| 57         | Fathers and Suns | 11 oktober 2012 | 2             |
| 58         | Lemons           | 18 oktober 2012 | 3             |
| 59         | Entangled        | 25 oktober 2012 | 4             |
| 60         | Dear Dave        | 1 november 2012 | 5             |
| 61         | The Beginning    | 8 november 2012 | 6             |

## Seizoen 11 (2016)
| Aflevering | Titel          | Releasedatum      | Productiecode |
| ---------- | -------------- | ----------------- | ------------- |
| 62         | Twentica       | 22 september 2016 | 6             |
| 63         | Samsara        | 29 september 2016 | 5             |
| 64         | Give & Take    | 6 oktober 2016    | 1             |
| 65         | Officer Rimmer | 13 oktober 2016   | 4             |
| 66         | Krysis         | 20 oktober 2016   | 3             |
| 67         | Can of Worms   | 27 oktober 2016   | 2             |

## Seizoen 12 (2017)
| Aflevering | Titel      | Releasedatum     | Productiecode |
| ---------- | ---------- | ---------------- | ------------- |
| 68         | Cured      | 12 oktober 2017  | 3             |
| 69         | Siliconia  | 19 oktober 2017  | 1             |
| 70         | Timewave   | 26 oktober 2017  | 2             |
| 71         | Mechocracy | 2 november 2017  | 4             |
| 72         | M-Corp     | 9 november 2017  | 5             |
| 73         | Skipper    | 16 november 2017 | 6             |

## Red Dwarf: The Promised Land (2020)
| Aflevering | Titel             | Releasedatum | Productiecode |
| ---------- | ----------------- | ------------ | ------------- |
| 74         | The Promised Land | 9 april 2020 | 1             |